# “UTAHIME” AKINA NAKAMORI PARCO THEATER LIVE
『“UTAHIME” AKINA NAKAMORI PARCO THEATER LIVE』（ウタヒメ・アキナ・ナカモリ・パルコ・シアター・ライブ）は、日本の歌手中森明菜のライブ・ビデオ。この映像作品は1995年3月24日にMCAビクターからリリースされた (VHS: MVVD-7, LD: MVLD-7)。

## 背景
『“UTAHIME” AKINA NAKAMORI PARCO THEATER LIVE』は、1994年12月にPARCO劇場で行われた中森のスペシャル・ライブ歌姫 パルコ劇場ライブの1994年12月4日と1994年12月5日のライブ・パフォーマンスを収録したライブ・ビデオである。この映像作品は、1995年3月24日に、VHS (MVVD-7)とレーザーディスク (MVLD-7)の2形態で同時発売された。このライブ・ビデオのプロデュースは中森が担当した。中森はこの作品について、「本当に少ない人たちとしか共有できなかったこの空間をビデオを通して、皆さんの目の前につなげられればと、願っています。」とコメントした。
中森がユニバーサルビクター（旧・MCAビクター）を離籍以後の2000年6月16日に、本作はDVD (MVBH-2)で再発売された。また、ユニバーサルミュージックに移籍した2002年12月4日にも再発売された (DVD: UMBK-1047)。

## 批評
『CDでーた』の駒井達生は本作について「内省的でしっとりしたライブ」と表現している。また、「ピアノと弦楽、パーカッションを中心としたアコースティックな編曲もステキで、何ともいえないたおやかさを感じさせる、とてもいいライブ・ビデオだ。」と批評した。『CDジャーナル』は「“歌手・中森明菜"という芸のひとつの到達地点。」と批評した。

## 収録曲
| #   | タイトル                          | 作詞                  | 作曲       |
| --- | --------------------------------- | --------------------- | ---------- |
| 1.  | 「思秋期」                        | 阿久悠                | 三木たかし |
| 2.  | 「愛染橋」                        | 松本隆                | 堀内孝雄   |
| 3.  | 「ダンスはうまく踊れない」        | 井上陽水              | 井上陽水   |
| 4.  | 「スローモーション」              | 来生えつこ            | 来生たかお |
| 5.  | 「水に挿した花」                  | 只野菜摘              | 広谷順子   |
| 6.  | 「ミ・アモーレ〔Meu amor é･･･〕」 | 康珍化                | 松岡直也   |
| 7.  | 「愛撫」                          | 松本隆                | 小室哲哉   |
| 8.  | 「月華」                          | 松井五郎              | 梶原秀剛   |
| 9.  | 「黒薔薇」                        | 松本隆                | Osny Melo  |
| 10. | 「陽炎」                          | 中森明菜              | 玉置浩二   |
| 11. | 「私は風」                        | Maki Annette Lovelace | 春日博文   |
| 12. | 「Rose Bud」                      | 夏野芹子              | 後藤次利   |
| 13. | 「予感」                          | 飛鳥涼                | 飛鳥涼     |

## リリース履歴
| 発売日        | レーベル                   | 規格 | 品番          | 備考                                       |
| ------------- | -------------------------- | ---- | ------------- | ------------------------------------------ |
| 1995年3月24日 | MCAレコード                | VHS  | MVVD-7        |                                            |
| 1995年3月24日 | MCAレコード                | LD   | MVLD-7        |                                            |
| 2000年6月16日 | ビクターエンタテインメント | DVD  | MVBH-2        | [ 2 ]                                      |
| 2002年12月4日 | ビクターエンタテインメント | DVD  | UMBK-1047     | [ 7 ]                                      |
| 2016年5月4日  | ユニバーサルミュージック   | DVD  | UPBH-1404～10 | 『中森明菜 THE LIVE DVD COMPLETE BOX』より |
| 2017年3月8日  | ユニバーサルミュージック   | DVD  | UPBY-9035     | [ 9 ]                                      |

## 歌姫 パルコ劇場ライブ
歌姫 パルコ劇場ライブ（うたひめ・パルコげきじょうライブ）は、日本の歌手中森明菜のスペシャル・ライブ。このライブは1994年12月1日から1994年12月5日にPARCO劇場で全5公演開催した。
背景
歌姫 パルコ劇場ライブは、カバー・アルバム『歌姫』を引っ提げたスペシャル・ライブである。スタジオ・アルバム『UNBALANCE+BALANCE』収録曲も披露した。ライブとしては1991年7月の夢 '91 Akina Nakamori Special Live以来の開催であった。中森は本ライブについて、長年の念願であった、一人一人の顔が分かるくらいの身近に感じられる小規模ホールでのライブ開催が出来たと語っている。このライブの会場となったPARCO劇場のキャパシティは458席で、ライブは5日間の開催であった。1994年12月4日と1994年12月5日の公演でライブ収録が行われ、このライブ映像を収録したライブ・ビデオ『“UTAHIME” AKINA NAKAMORI PARCO THEATER LIVE』が1995年3月にリリースされた。2005年7月には、このライブ同様に小規模ホールとなったCLUB eX（450席）にて、歌姫シリーズをメインにした構成のスペシャル・ライブAkina Nakamori Special Live 2005 Empress at CLUB eXを開催した。
セットリスト

1. 「思秋期」
2. 「愛染橋」
3. 「ダンスはうまく踊れない」
4. 「スローモーション」
5. 「水に挿した花」
6. 「ミ・アモーレ〔Meu amor é･･･〕」
7. 「愛撫」
8. 「月華」
9. 「黒薔薇」
10. 「陽炎」
11. 「私は風」
12. 「Rose Bud」
13. 「予感」

## クレジット
『“UTAHIME” AKINA NAKAMORI PARCO THEATER LIVE』のライナー・ノーツより
| - プロデュース: 中森明菜 ミュージシャン - ピアノ: 藤原いくろう - ギター、マンドリン: 笛吹利明 - ギター: 高村周作 - ベース: YUJI MUTO - パーカッション: 鳴島英治 - シンセサイザー: 旭純 - ヴァイオリン: HIROYUKI KOIKE、RIE KOIKE - ビオラ: 鈴木民雄 - チェロ: 矢島富雄 - コーラス: KAYOKO WADA、広谷順子、YUKO KAWAI ステージス・スタッフ - ステージ・プロデューサー: OHSHI MURATA - ステージ・マネージャー: HARUKI TAKAHASHI (ON TIME) - アート・ディレクター: YUKIO HORIO (HORIO) - ライティング・デザイナー: AKIRA YAMAGUCHI (AKIRA GUMI) - サウンド・オペレーターズ: HIROSHI SHIBUYA (TOMATO BATAKE)、KEITA FUKUSHIMA (KIM) - コスチューム・スタイリング: 東野邦子 - ヘア&メイクアップ: MIKA EGURO - プロジェクト・コーディネーター: MASATO SEGAWA (PARCO) - エグゼクティヴ・プロデューサー: JUNICHI YAMADA (PARCO) レコーディング・スタッフ - サウンド・プロデューサー: 藤原いくろう (IMAGINE) - エンジニア: 林憲一 (VICTOR STUDIO) - レコーディング・アシスタンツ: KEIICHI YAMADA (TAMCO)、YOSHIKO TASAKI (VICTOR STUDIO) - レコーディング・オペレーター: HIROSHI ODASHIMA (TAMCO) - テクニカル・マネージャー: YOSHIHIRO SUZUKI (TAMCO) - ミキシング・スタジオ: VICTOR STUDIO - レコーディング・モービル: TAMCO - ミュージック・コーディネーターズ: TAKASHI YOKOO (MUSIC LAND)、RYO NOBUTA (IMAGINE) | プランニング&プロデュース - プロデューサーズ: TOSHIAKI EDA (NAPC)、JUN USAMI（MCAビクター） - プロモーション・マネージャー: 宮脇秀有（MCAビクター） - A&R: HIROAKI NISHIYAMA（MCAビクター） - エグゼクティヴ・プロデューサー: 飯田久彦 (VICTOR ENTERTAINMENT) - スーパーヴァイザー: HIYOYUKI IWATA（MCAビクター） カバー・デザイン - アート・ディレクション & デザイン: ATSUSHI EBINA - フォトグラファー: SEISHI TAKAMIYA (SUGAR STUDIO) - アート・コーディネーター: TATSUO SATO（MCAビクター） ビジュアル・スタッフ - プロデューサー: TOMOYOSHI MAZDO - テクニカル・プロデューサー: TAKESHI KOSUGE - カメラマンズ: KEIICHI YAMAGISHI、HATSUAKI MASUI、SEIICHI ITO、HITOMI IWATA - ビデオ・エンジニア: KEN CHIBA - シューティング・ビデオ・カンパニー: WELLUP - エディター: YASUHIRO OHE - アシスタンツ: OSAMU YASUDA、MICHIKO SUZUKI - HARRY ARTIST: MASAAKI YOKOMIZO - マルチ・オーディオ・ミキサー: YASUYUKI NISHIYA - アシスタント: HIDEO YOSHINUMA - ポスト・プロダクション・マネージャー: MACHIKO INOUE - マネジメント・デスク: YUKO YAGINUMA - ポスト・プロダクション: WESTLAKE STUDIO - スーパーヴァイザー: MITSUO WATANABE - コ・プロデューサー: D-dash Inc. - ディレクター: YUICHI NIWA |

## 参照
1. 1 2 3 4 5 6 7  『“UTAHIME” AKINA NAKAMORI PARCO THEATER LIVE』（VHS）中森明菜、MCAビクター、1995年3月24日。MVVD-7。
2. 1 2 3 4 5 6  編集部 (2000年8月). “中森明菜/パルコ・シアター・ライヴ・歌姫 [DVD] - CDJournal.com”.   音楽出版社. 2012年8月3日時点のオリジナルよりアーカイブ。2011年7月13日閲覧。
3. 1 2  “中森明菜/“歌姫”パルコ・シアター・ライヴ [VIDEO他] - CDJournal.com”.   音楽出版社. 2011年12月27日閲覧。
4. 1 2  “LaserDisc Database - Akina Nakamori: Utahime - Parco Theater Live [MVLD-7]” (英語).   Laserdisc Database. 2012年8月4日閲覧。
5. 1 2  「HEAD NEWS LINE スター伝言板」『CDでーた』第7巻第6号、角川書店、1995年4月5日、28頁、通巻116号。
6. ↑  “BIOGRAPHY - - UNIVERSAL MUSIC JAPAN”.  ユニバーサルミュージック合同会社. 2012年8月4日閲覧。
7. 1 2 3  “中森明菜/PARCO THEATER LIVE 歌姫 [DVD] - CDJournal.com”.   音楽出版社. 2011年7月13日閲覧。
8. 1 2 3 4  駒井達生「VIDEO HOT MENU」『CDでーた』第7巻第6号、角川書店、1995年4月5日、60頁、通巻116号。
9. ↑  “中森明菜/PARCO THEATER LIVE 歌姫〈2017年6月9日までの期間限定出荷〉 [DVD[廃盤] - CDJournal]”. artist.cdjournal.com. 2020年9月11日閲覧。
10. ↑  『歌姫』（12cmCD）中森明菜、MCAビクター、1994年3月24日。MVCD-12。
11. ↑  『UNBALANCE+BALANCE』（12cmCD）中森明菜、MCAビクター、1993年9月22日。MVCD-9。
12. ↑  “夢: '91 Akina Nakamori Special Live -5.1 Version｜HMV ONLINE”.  ローソンHMVエンタテイメント. 2012年8月4日閲覧。
13. ↑  “PARCO劇場 施設案内”.  パルコ. 2012年8月4日閲覧。
14. ↑  “SANSPO.COM”. サンケイスポーツ.  産業経済新聞社 (2005年7月17日). 2005年7月18日時点のオリジナルよりアーカイブ。2012年8月4日閲覧。